# Mystic Circle
Mystic Circle es una banda de black metal proveniente de Alemania.

## Historia
Mystic Circle se formó en 1992 en la ciudad de Ludwigschafen. Lanzaron varios EP antes de su debut con el LP, lanzado en 1997. Tras Draschenblut, su álbum de 1998, salieron de gira con Marduk y Old Man's Child y tocaron en grandes festivales de metal extremo. Después del lanzamiento de Infernal Satanic Verses en 1999, el baterista, Aarrrgon, deja la banda, por lo cual tuvieron que disponer de una caja de ritmos hasta completar la gira. 
Beelzebub, el vocalista, abandona el grupo para alcanzar su más esperado proyecto llamado Gloomball. No se sabe, si Mystic Circle llamará de vuelta a Beelzebub o lo sustituirá, pero lo que si está claro, según escritos de Zimmer en su "myspace", es que Mystic Circle ya es "historia".

## Line-up

### 2007 line-up
- Graf von Beelzebub (Marc Zimmer) - bajo eléctrico, voz
- Ezpharess - guitarra
- Astaroth - batería

### Miembros anteriores
- Abyss
- Baalsulgorr - sintetizadores
- Aaarrrgon - batería
- Isternos - guitarra
- Xeron - guitarra
- Agamidion - guitarra
- Mephisto - guitarra
- Sarah Jezebel Deva - Voces femeninas

## Discografía
- Dark Passion (1994)
- Von Kriegern und Helden (1995)
- Die Götter der Urväter (1996)
- Schwarze Magie (1997)
- Kriegsgötter (1997)
- Morgenröte - Der Schrei nach Finsternis (1997)
- Drachenblut (1998)
- Infernal Satanic Verses (1999)
- Kriegsgötter II (2000)
- The Great Beast (2001)
- Damien (2002)
- Open the Gates of Hell (2003)
- Unholy Chronicles 1992-2004 (2004)
- The Bloody Path of God (2006)
- Mystic Circle (2022)